# Công viên Gia Định

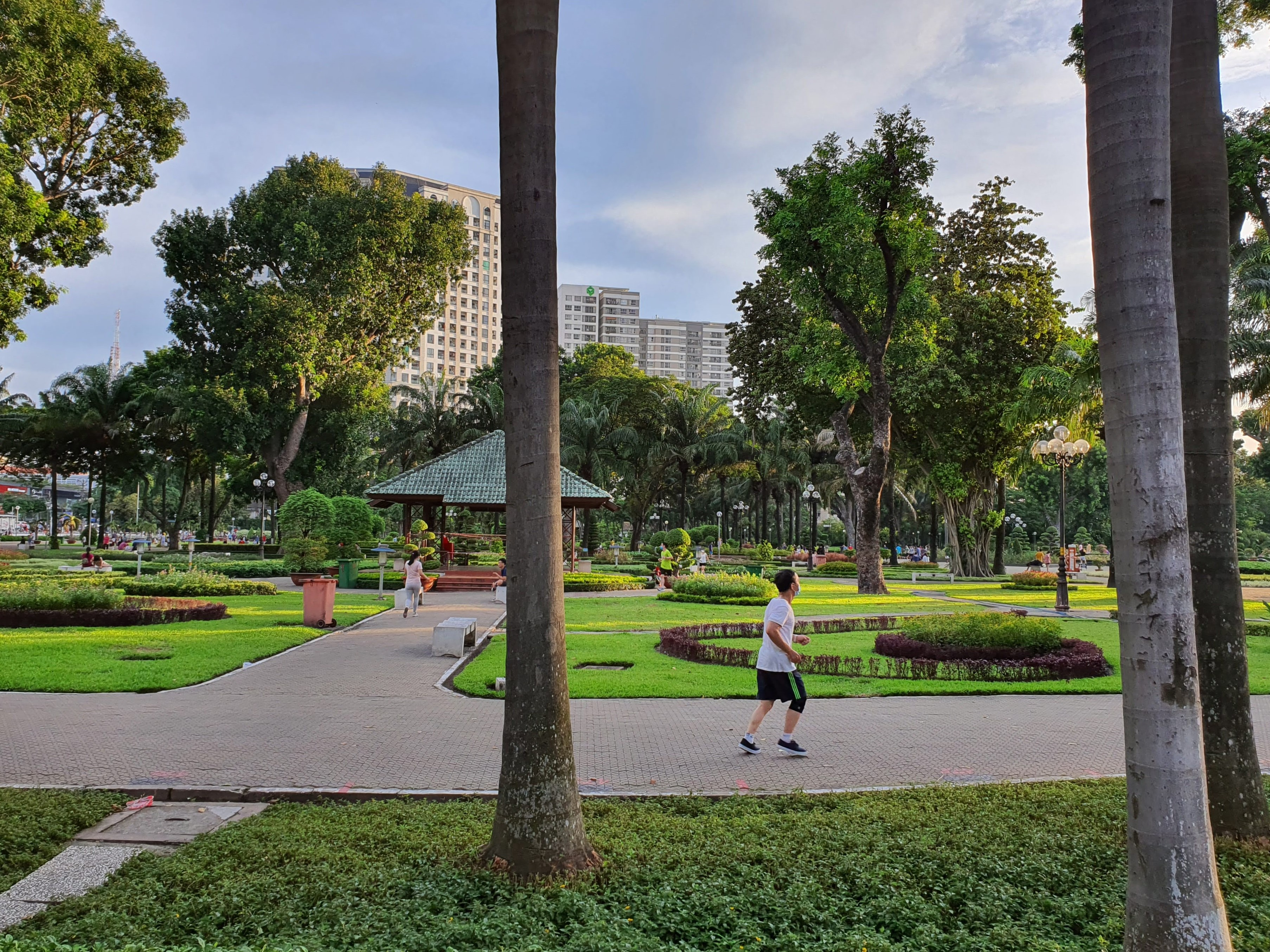
Công viên Gia Định

Công viên Gia Định là một công viên cây xanh ở Quận Gò Vấp, Thành phố Hồ Chí Minh. Đây được xem là lá phổi của thành phố Hồ Chí Minh với diện tích phủ xanh khá lớn, với vị trí đắc địa giáp ranh giữa Phường 3, Quận Gò Vấp và Phường 9, Quận Phú Nhuận. 

## Lịch sử

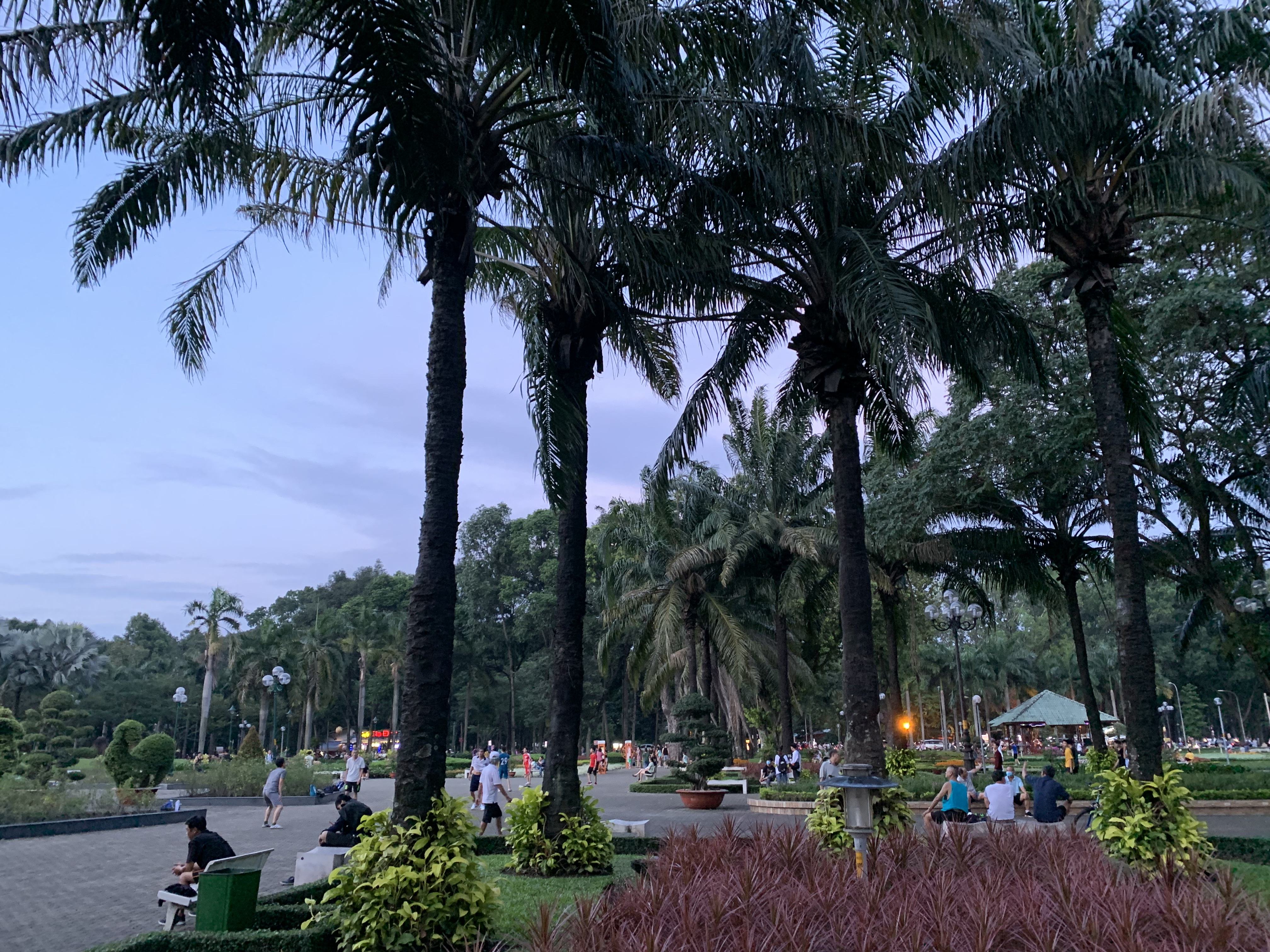
Công viên Gia Định

Năm 1950, vùng đất xanh tốt này được quy hoạch để làm sân Golf, trở thành sân Golf đầu tiên của Sài Gòn. Sau sự kiện 30 tháng 4 năm 1975, sân Golf ngưng hoạt động. Ngày 11 tháng 12 năm 1978, UBND Thành phố ban hành Quyết định số 3870/QĐ-UB giao toàn bộ khu bãi sân golf nằm trên địa bàn Quận Phú Nhuận và Quận Gò Vấp cho Sở Quản lý Công trình Công cộng quản lý để xây dựng thành Công viên Thành phố, đặt tên là Công viên Gia Định

## Vị trí
Cổng chính của công viên nằm trên đường Hoàng Minh Giám, Phường 3, quận Gò Vấp. Một phần của công viên thuộc Phường 9, quận Phú Nhuận. Công viên nằm gần 3 trục đường chính: đường Nguyễn Kiệm, Hoàng Minh Giám và Đặng Văn Sâm:
- Hướng Đông và hướng Bắc giáp ranh với các hộ dân ở Phường 3, Quận Gò Vấp
- Hướng Bắc giáp với đường Nguyễn Thái Sơn và một phần đường Bạch Đằng, Quận Tân Bình
- Hướng Tây Bắc giáp đường Hoàng Minh Giám
- Hướng Tây Nam giáp sân vận động K69 Phú Nhuận
- Hướng Nam giáp các hộ dân Phường 9, Quận Phú Nhuận
- Hướng Đông Nam tiếp giáp chung cư Nguyễn Kiệm thuộc Phường 9, Quận Phú Nhuận.[1]

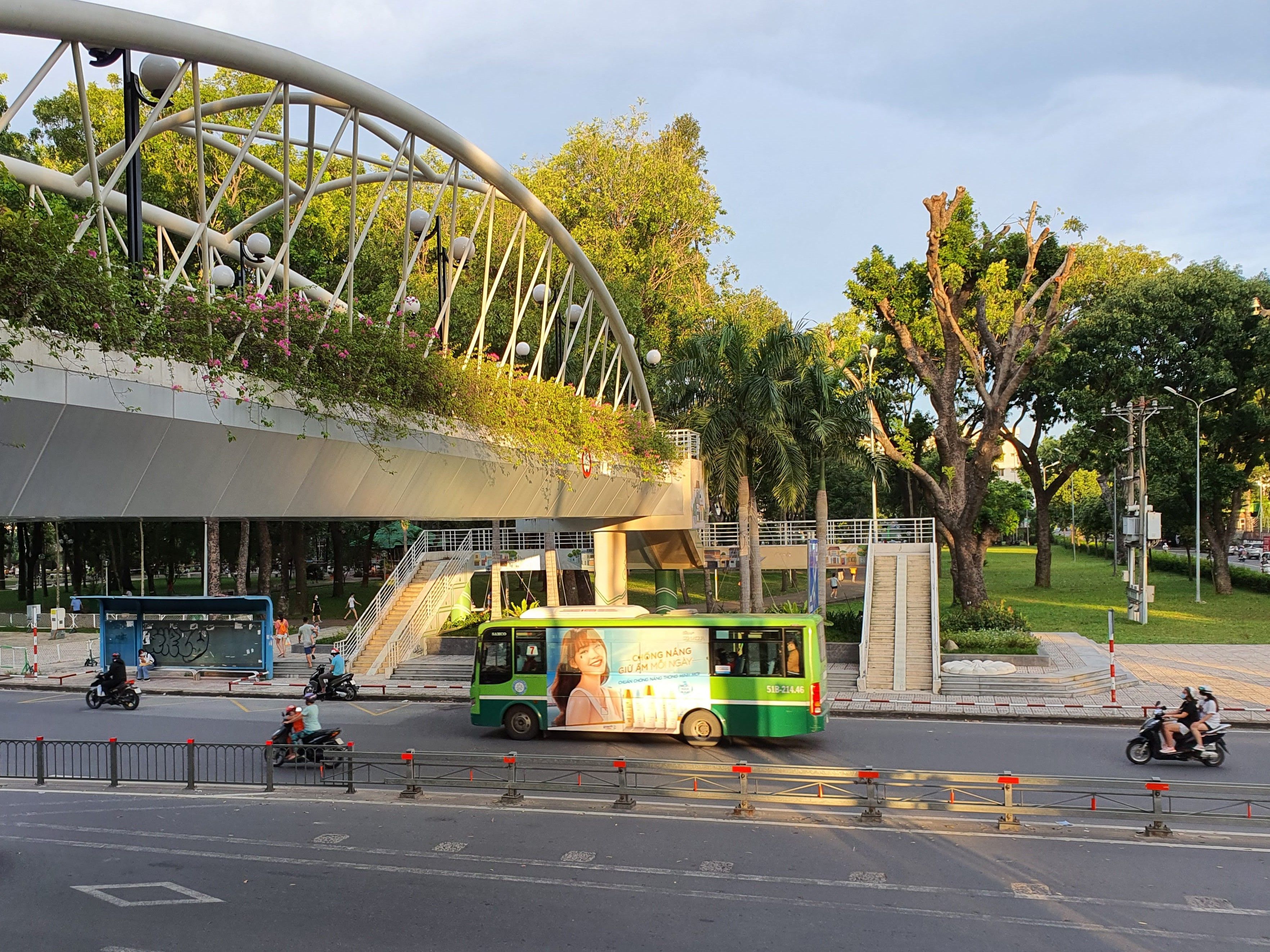
Cầu bộ hành kết nối hai phần Công viên Gia Định ở hai bên đường Hoàng Minh Giám

## Cảnh quan

### Diện tích
Tổng diện tích mặt bằng của Công viên Gia Định là: 57.880m², tương đương 5.8ha. Trong đó diện tích thảm cỏ là 34.410m² chiếm 59,45%. Diện tích đường gạch, đường nhựa, vỉa hè và nhà mát là 20.595m². Diện tích bồn hoa, bồn kiểng chiếm 647m², với nhiều chủng loại hoa, kiểng. Kết hợp hơn 300 cây kiểng trổ hoa và gần 250 chậu kiểng các loại. Hồ nước với diện tích 117m² có chức năng tạo vẻ mỹ quan và cân bằng ẩm độ vào mùa khô.
Đến năm 2005, diện tích công viên còn khoảng 32 ha. Nhưng Ủy ban Nhân dân Thành phố lại cò dự án tiếp tục cắt xén bớt, như là dự án đường nối Tân Sơn Nhất - Bình Lợi - vành đai ngoài được UBND TP.HCM chấp thuận lại mở đường đi qua công viên và đang làm dự án cắt tiếp 2ha đất công viên để xây dựng chung cư, tuy nhiều người dân đã không đồng ý với dự án này.

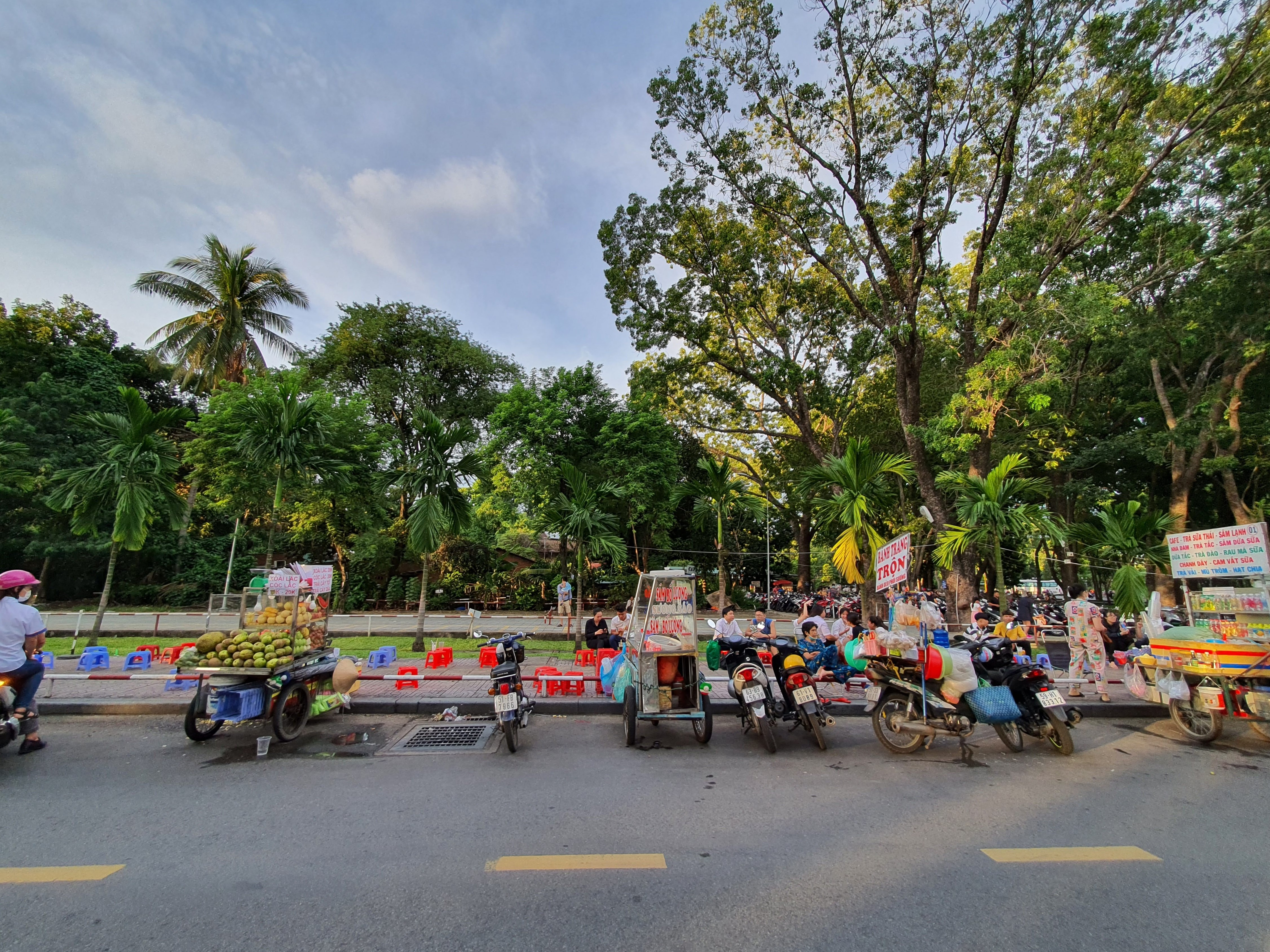
Hàng rong ở đường Đặng Văn Sâm giữa Công viên Gia Định

### Cây xanh
Công viên Gia Định có mảng cây xanh với số lượng gần 700 cây gồm nhiều chủng loại như: Sọ khỉ, Lim xẹt, Me tây, Bò cạp nước,... Có thể nói với diện tích được phủ xanh khá lớn, Công viên Gia Định được xem như một trong những lá phổi xanh của thành phố.

### Khu vui chơi cho trẻ em
Từ tháng 5 năm 2012, thành phố đã xây dựng tại đây một khu vui chơi cho trẻ em rộng 8.300 m², gồm các phân khu dành cho trẻ em từ 3 đến 6 tuổi, từ 7 đến 11 tuổi và 12 đến 15 tuổi với nhiều trò chơi vận động, xích đu, thang leo mạo hiểm, vòi nước,... tổng vốn đầu tư hơn 12 tỷ đồng từ nguồn vốn ngân sách thành phố, và đây là một trong 10 khu vui chơi được thực hiện theo nghị quyết của Hội đồng Nhân dân thành phố khóa VIII về đầu tư, xây dựng, phát triển các cơ sở vui chơi giải trí cho trẻ em trên địa bàn thành phố.

## Hoạt động

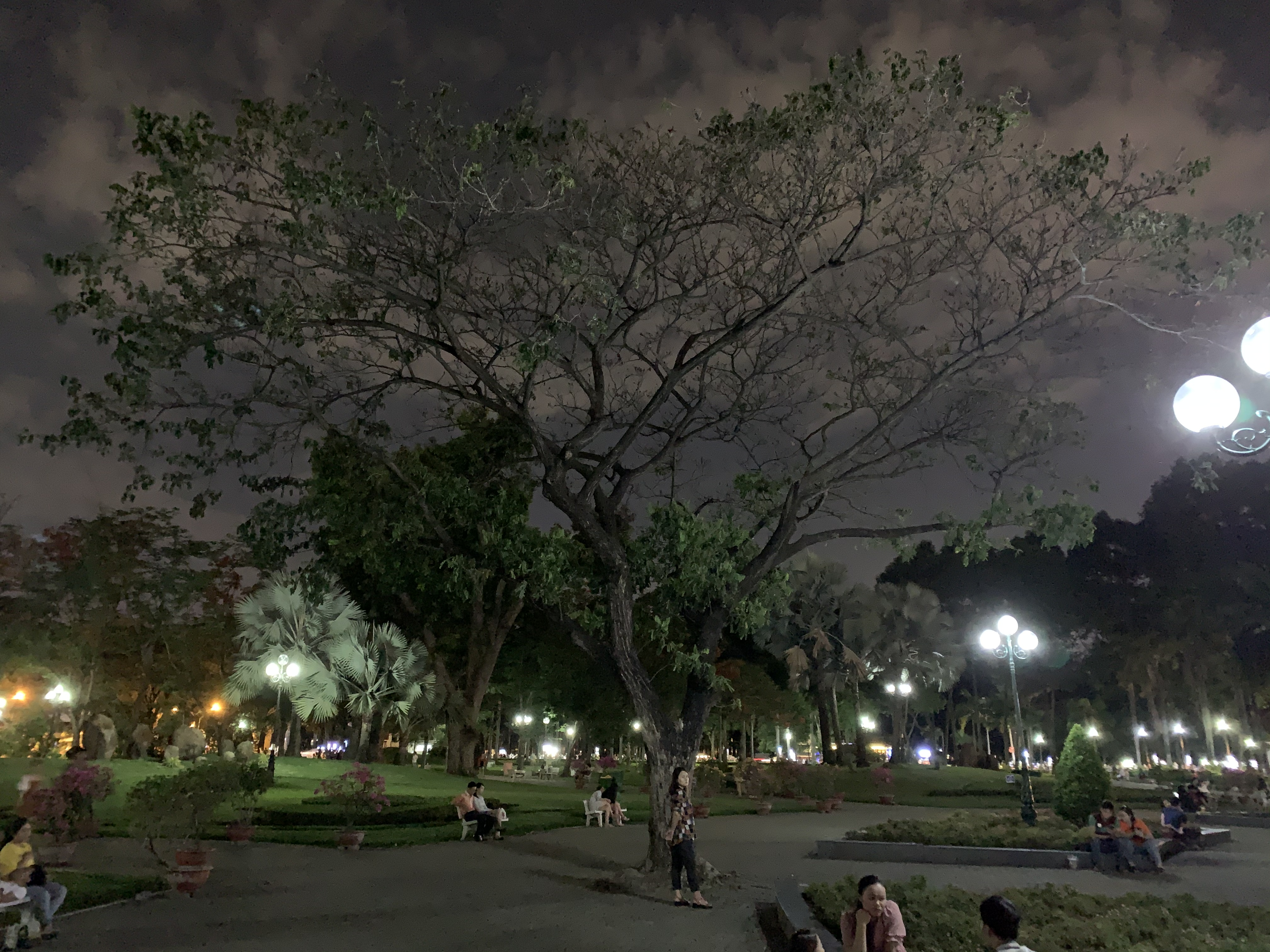
Công viên Gia Định

Công viên Gia Định do Khu Quản lý giao thông đô thị số 3 thuộc Sở Giao thông vận tải TP. HCM quản lý. Hiện tại Công ty TNHH MTV Công viên cây xanh TP. HCM được thuê chăm sóc bảo dưỡng công viên này. Với cảnh quan hài hòa, diện tích mảng xanh và khuôn viên rộng lớn, Công viên Gia Định là nơi nghỉ ngơi, thư giãn và các hoạt động thể dục thể thao lý tưởng phục vụ cho cư dân sống ở khu vực xung quanh và du khách gần xa. Trong những năm qua, Công viên Gia Định đã trở thành điểm quen thuộc tổ chức chợ hoa phục vụ người dân mỗi dịp xuân về.
Bên cạnh đó ban quản lý Công viên đã phối hợp tốt với chính quyền địa phương tạo điều kiện tổ chức các hội thao và sinh hoạt đoàn đội nhằm nâng cao sức khỏe người dân và mang lại hiệu quả về mặt xã hội Ngoài ra mỗi dịp tết đến đây còn là nơi tổ chức "Hội hoa Xuân" (cùng với đường hoa Nguyễn Huệ, công viên 23 tháng 9 và công viên Lê Văn Tám). Năm 2013 UBND TP di dời đoàn xiếc TP từ công viên 23/9 về công viên gia định hoạt động cho đến nay.

## Hình ảnh

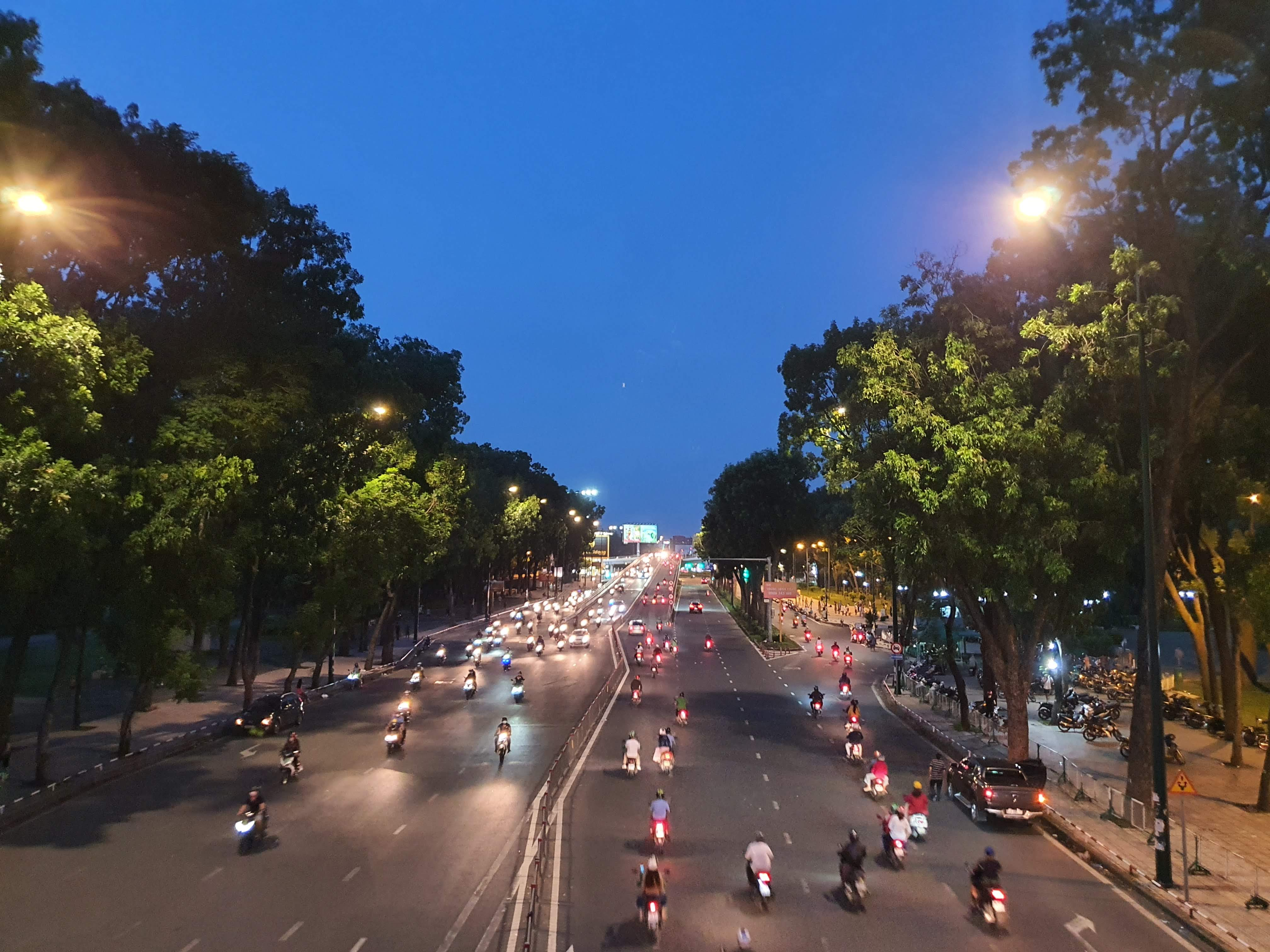
Cầu bộ hành qua đường Hoàng Minh Giám nhìn về Quận Gò Vấp, hai bên trái phải là hai phần của Công viên Gia Định.
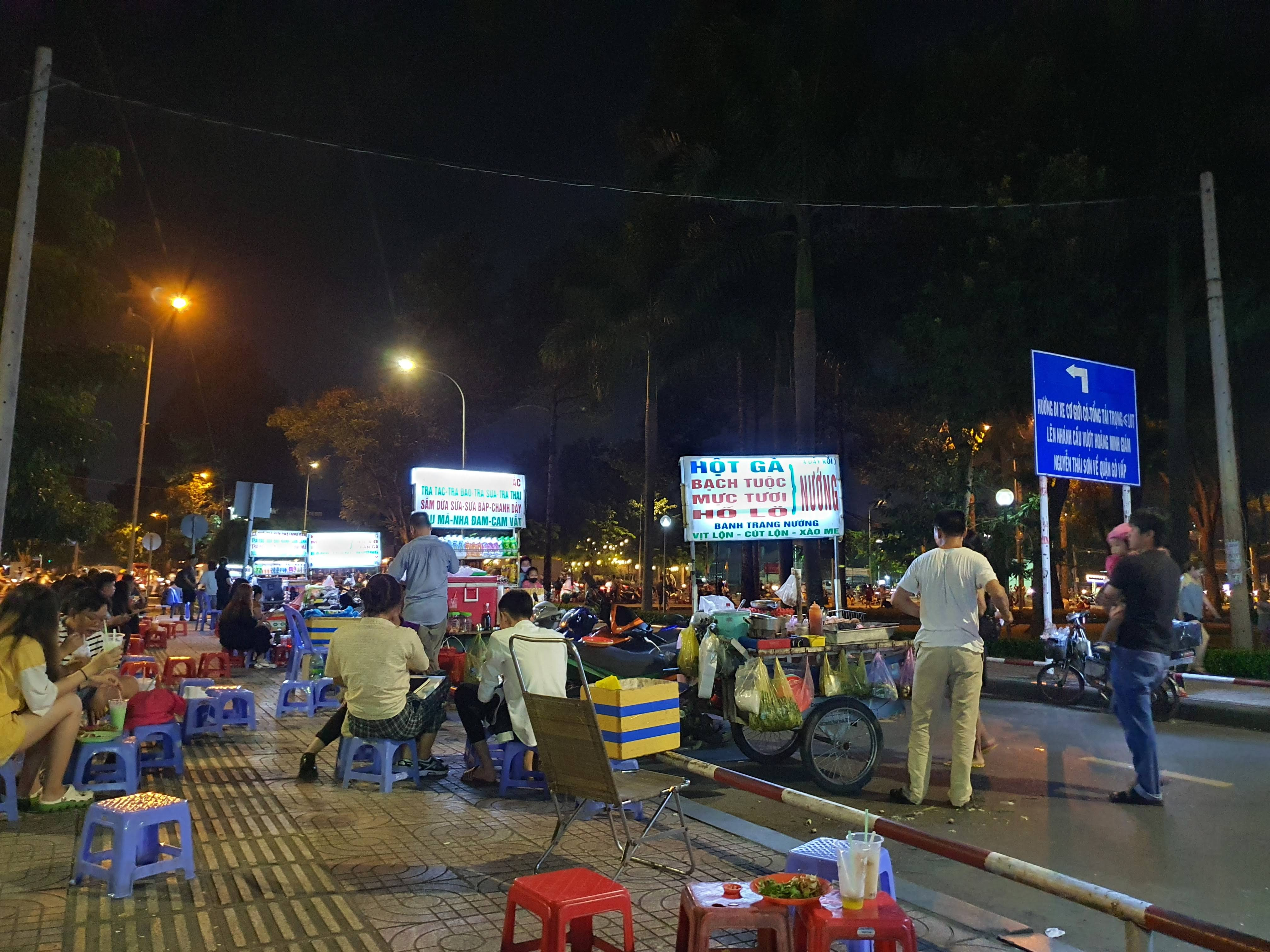
Hàng rong ở bên ngoài Công viên Gia Định.
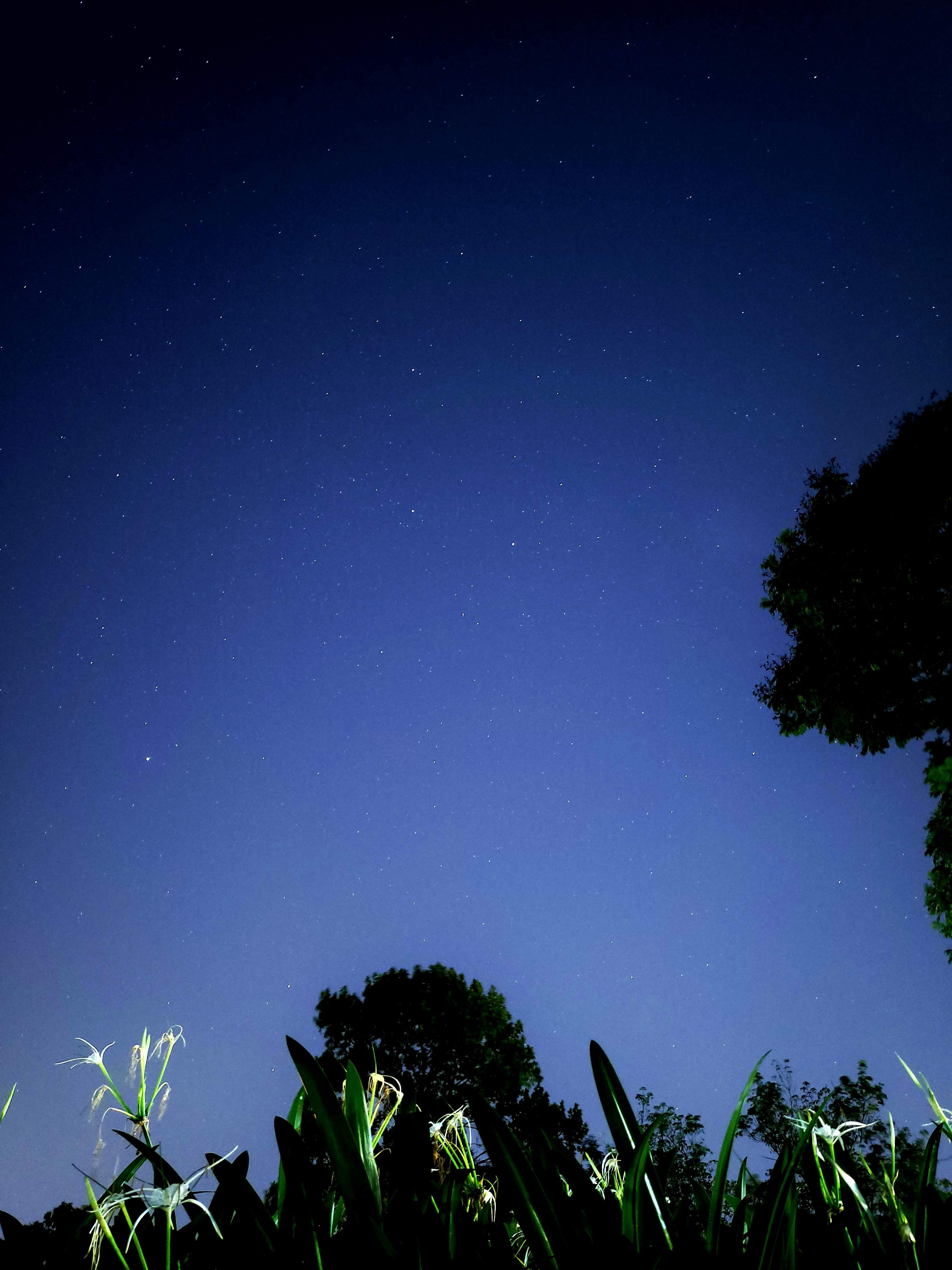
Bầu trời đêm ở Công viên Gia Định.